# Hứa Gia Lạc
Hui Ka Lok (tiếng Trung: 許嘉樂; Việt bính: heoi2 gaa1 lok6; sinh ngày 5 tháng 1 năm 1994 ở Hồng Kông) là một cầu thủ bóng đá Hồng Kông thi đấu ở vị trí tiền đạo chạy cánh cho câu lạc bộ tại Giải bóng đá ngoại hạng Hồng Kông Lee Man.

## Sự nghiệp câu lạc bộ
Năm 2014, Hui ký hợp đồng với câu lạc bộ tại Giải bóng đá ngoại hạng Hồng Kông YFCMD.
Năm 2015, Hui ký hợp đồng với câu lạc bộ tại Giải bóng đá ngoại hạng Hồng Kông Hong Kong Rangers.
Ngày 25 tháng 10 năm 2015, Hui ghi bàn thắng đầu tiên ở Giải bóng đá ngoại hạng Hồng Kông trước Eastern, which wins the match 2:0.
Ngày 3 tháng 7 năm 2017, có thông báo rằng Lee Man đã ký hợp đồng với Hui.

## Sự nghiệp quốc tế
Ngày 14 tháng 11 năm 2015, Hui ghi bàn thắng đầu tiên cho Hồng Kông trước Ma Cao ở Hồng Kông–Macau Interport, với chiến thắng 2-0.